# Канонерські човни типу «Бантерер»

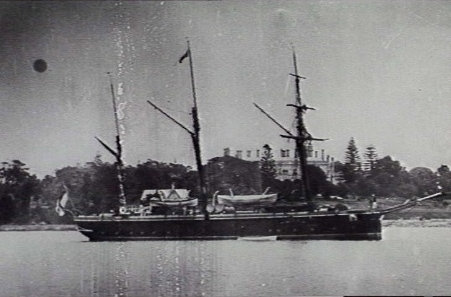
Один з кораблів типу, канонерський човен «Рейвен», 1888 рік

Тип «Бантерер» — одинадцять канонерських човнів, побудованих для Королівського флоту між 1880 та 1892 роками.

## Конструкція
Тип «Banterer» був сконструйований Натанієлем Барнбі, директором Управління військово-морського кораблебудування Адміралтейтва. Кораблі мали композитну конструкцію — у них був металевий кіль, основа, але оббивався корпус деревом. Це дозволяло вкривати підводну частину корабля листами міді, які сповільнювали його обростання морськими організмами, через які кораблі з металевим корпусом повинні були часто проходити процес очищення у доці. Довжина канонерських човнів складала 38 метрів, а тоннажність — 565 тон.

### Рушії
Двохциліндрові горизонтальні парові машини подвійного розширення кораблів будувалися Barrow Iron Shipbuilding, Maudslay, Sons and Field чи J. and G. Rennie та забезпечували потужність у 440 індикативних кінських сил, обертали один гвинт, що забезпечувало швидкість 9,5 вузлів (17,6 км/год).

### Озброєння
Кораблі цього типу були озброєні двома 6-дюймовими (152 мм.) нарізними дульнозарядними гарматами, переробленими з гладкоствольних 32-фунтових гармат та двома казнозарядними 3,75 дюймовими (95,2 мм) гарматами Армстронга. Також було встановлено пару кулеметів.

## Кораблі
| Ім'я       | Суднобудівник            | Спущено на воду       | Доля |
| ---------- | ------------------------ | --------------------- | --- |
| Redwing    | Пембрукська верф         | 25 травня 1880 року   | Проданий у Чатемі 4 квітня 1905 року |
| Grappler   | Barrow Iron Shipbuilding | 5 жовтня 1880 року    | Перетворений у судно постановки сітей 1904 року. Проданий Кінгу, Гарстону за злам 14 травня 1907 року |
| Wrangler   | Barrow Iron Shipbuilding | 5 жовтня 1880 року    | Переданий береговій охороні 1891 року. Перетворений у судно постановки сітей 1903 року. Проданий на злам у Дуврі 2 грудня 1919 року.                                                                                                  |
| Wasp       | Barrow Iron Shipbuilding | 5 жовтня 1880 року    | 22 вересня 1884 р зазнав аварії поблизу острова Торі, Ірландія. Загинуло 52 члени екіпажу. Рештки корпусу продали у листопаді 1910 року                                                                                               |
| Banterer   | Barrow Iron Shipbuilding | 2 листопада 1880 року | Проданий Гаррісу, Брістоль 14 травня 1907 року |
| Espoir     | Barrow Iron Shipbuilding | 2 листопада 1880 року | Перероблений на буксир 1895 року. Портовий катер у 1903 році. Проданий в 1904 році |
| Bullfrog   | Пембрукська верф         | 3 лютого 1881 року    | Плавучий склад у 1905 році. Перейменований на «Егмонт» в березні 1923 року, «St Angelo» 1 липня 1933 року і проданий в 1933 році |
| Cockchafer | Пембрукська верф         | 19 лютого 1881 року   | Проданий 6 грудня 1905 року |
| Starling   | Брати Самуда, Поплар     | 19 квітня 1882 року   | Переданий береговій охороні 1893 року. Проданий як паровий буксир 4 квітня 1905 року, перейменований на Stella Maris . Затоплений вибухом у Галіфаксі 6 грудня 1917 року, але піднятий і переобладнаний 1918 року                     |
| Stork      | Брати Самуда, Поплар     | 18 травня 1882 року   | Гідрографічний корабель з 1887 року. 28 березня 1893 року переданий Лізі військово-морського флоту в якості навчального корабля для тренувань для хлопчиків у Хамерсміті (Hammersmith). Проданий Шоу Кенту, Рейнхем на злам 1950 року |
| Raven      | Брати Самуда, Поплар     | 18 травня 1882 року   | Використовувався як тендер для водолазів з 1904 року. Поданий в якості навчального корабля у березні 1913 року. Проданий на злам 13 березня 1925 року                                                                                 |